# Tour du Doubs 2009
Il Tour du Doubs 2009, ventiquattresima edizione della corsa e valida come evento dell'UCI Europe Tour 2009 categoria 1.1, si svolse il 5 luglio 2009 su un percorso totale di 196,8 km. Fu vinto dal francese Yann Huguet che terminò la gara in 4h32'09", alla media di 43,38 km/h.
Al traguardo 26 ciclisti portarono a termine il percorso.

## Ordine d'arrivo (Top 10)
| Pos. | Corridore          | Squadra      | Tempo    |
| ---- | ------------------ | ------------ | -------- |
| 1    | Yann Huguet        | Agritubel    | 4h32'09" |
| 2    | Julien Mazet       | Auber 93     | s.t.     |
| 3    | Guillaume Levarlet | F. des Jeux  | s.t.     |
| 4    | Florian Guillou    | Roubaix      | s.t.     |
| 5    | Roger Beuchat      | Neotel       | a 1'11"  |
| 6    | Jean-Charles Sénac | AG2R La Mon. | s.t.     |
| 7    | Christophe Laurent | Agritubel    | s.t.     |
| 8    | Blaise Sonnery     | AG2R La Mon. | s.t.     |
| 9    | Dimitri Champion   | Bretagne     | a 1'51"  |
| 10   | Nicolas Rousseau   | AG2R La Mon. | a 3'09"  |